# Schermen op de Olympische Zomerspelen 1904
Schermen is een van de sporten die beoefend werden tijdens de Olympische Zomerspelen 1904 in St. Louis.

## Heren
De Amerikaanse staatsburgers Charles Tathem en Albertson Van Zo Post kwamen uit voor Cuba bij de individuele onderdelen; bij het teamwedstrijd floret worden ze door het IOC als deelnemers uit de Verenigde Staten gezien.

### floret individueel
| rang   | sporter(s)            | land | punten |
| ------ | --------------------- | ---- | ------ |
| Goud   | Ramón Fonst           | CUB  | 3      |
| Zilver | Albertson Van Zo Post | CUB  | 2      |
| Brons  | Charles Tatham        | CUB  | 1      |
| 4      | Gustav Casmir         | GER  | 0      |

### floret team
| rang   | sporter(s)                                          | land    | punten |
| ------ | --------------------------------------------------- | ------- | ------ |
| Goud   | Ramón Fonst Albertson Van Zo Post Manuel Díaz       | CUB USA | 1      |
| Zilver | Charles Tatham Charles Fitzhugh Townsend Arthur Fox | USA     | 0      |

Slechts 2 deelnemende ploegen.

### degen individueel
| rang   | sporter(s)                | land |
| ------ | ------------------------- | ---- |
| Goud   | Ramón Fonst               | CUB  |
| Zilver | Charles Tatham            | CUB  |
| Brons  | Albertson Van Zo Post     | CUB  |
| 4      | Gustav Casmir             | GER  |
| 5      | Charles Fitzhugh Townsend | USA  |

### sabel individueel
| rang   | sporter(s)            | land | punten |
| ------ | --------------------- | ---- | ------ |
| Goud   | Manuel Díaz           | CUB  | 3      |
| Zilver | William Grebe         | USA  | 2      |
| Brons  | Albertson Van Zo Post | CUB  | 2      |
| 4      | Theodore Carstens     | USA  | 1      |
| 5      | Arthur Fox            | USA  | 0      |

### stokschermen enkele stok
| rang   | sporter(s)            | land | punten |
| ------ | --------------------- | ---- | ------ |
| Goud   | Albertson Van Zo Post | CUB  | 11     |
| Zilver | William O'Connor      | USA  | 8      |
| Brons  | William Grebe         | USA  | 2      |

## Medaillespiegel
| rang   | land             | goud | zilver | brons | totaal |
| ------ | ---------------- | ---- | ------ | ----- | ------ |
| 1      | Cuba             | 4    | 2      | 3     | 9      |
| 2      | CUB / USA        | 1    | 0      | 0     | 1      |
| 3      | Verenigde Staten | 0    | 3      | 1     | 4      |
| totaal | totaal           | 5    | 5      | 4     | 14     |